# Grape (Adelsgeschlecht)

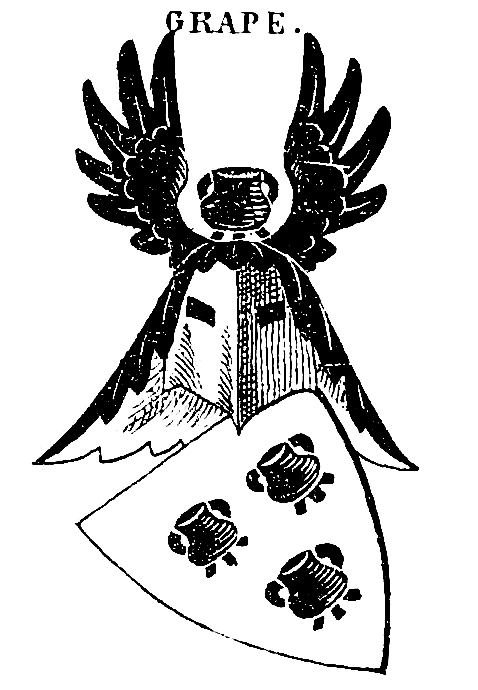
Wappen derer von Grape

Grape, auch Grapen, Grope oder Gropen, ist der Name eines alten pommerschen Adelsgeschlechts, das sich im 18. Jahrhundert auch nach Mecklenburg und in die Mark Brandenburg ausbreiten konnte, zudem in schwedischen und preußischen Diensten zu einigem Ansehen gelangte.
Es besteht keine Stammesverwandtschaft zu dem aus Lübeck stammenden, schwedischen Geschlecht Grape. Die Familie ist ebenfalls nicht mit den Grape, ursprünglich Grapow, zu vermengen.

## Geschichte
Die Grape gehören zu den ältesten pommerschen Geschlechtern und traten erstmals mit Nicolaus Grope 1290–1292 urkundlich in Erscheinung. Das Geschlecht teilte sich früh in zwei Linien, je eine im Fürstentum Cammin und eine bei Schlawe, die zwar nicht zur Gesamthand belehnt wurden, deren stammesverwandtschaft jedoch auch nie angezweifelt wurde.

## Historischer Güterbesitz
in Pommern
Albrechtshagen (1575), Dammhof (1803–1823), Dorphagen (1601–1823), Dünow (1523–1805), Grünhof (1731–1832), Lüttkenhagen (1601–1823) und Tetzlaffshagen (1506–1805) im Kreis Cammin, Carnitz (1555), Drosedow (bis 1539) im Kreis Greiffenberg, Groß Herzberg (1717) und Zülkenhagen (1803) im Kreis Neustettin, Döringshausen (1732),  Düsterbeck (1732) und Schwarzow (1724) im Kreis Naugard, Wofshagen (1461) im Kreis Fürstenthum sowie Karwitz (1523–1761), Notzkow (1686), Quatzow (1769), Reddichow (1769), Ristow (1673–1772) und Zillmitz im Kreis Schlawe
in Mecklenburg
Göhren-Lebbin (1788 pfandweise, 1794–1823 erblich), Rey (1786–1789)
in Brandenburg
Blankenfelde (1761), Blessin (1761) und Clempzow (1761) im Kreis Königsberg, Buschow (1734) im Westhavelland sowie Werder (1738–1774) und Wuticke (1774), in der Prignitz-Ruppin
Nach 1832 ist kein Grundbesitz mehr bei der Familie festzustellen.

## Wappen

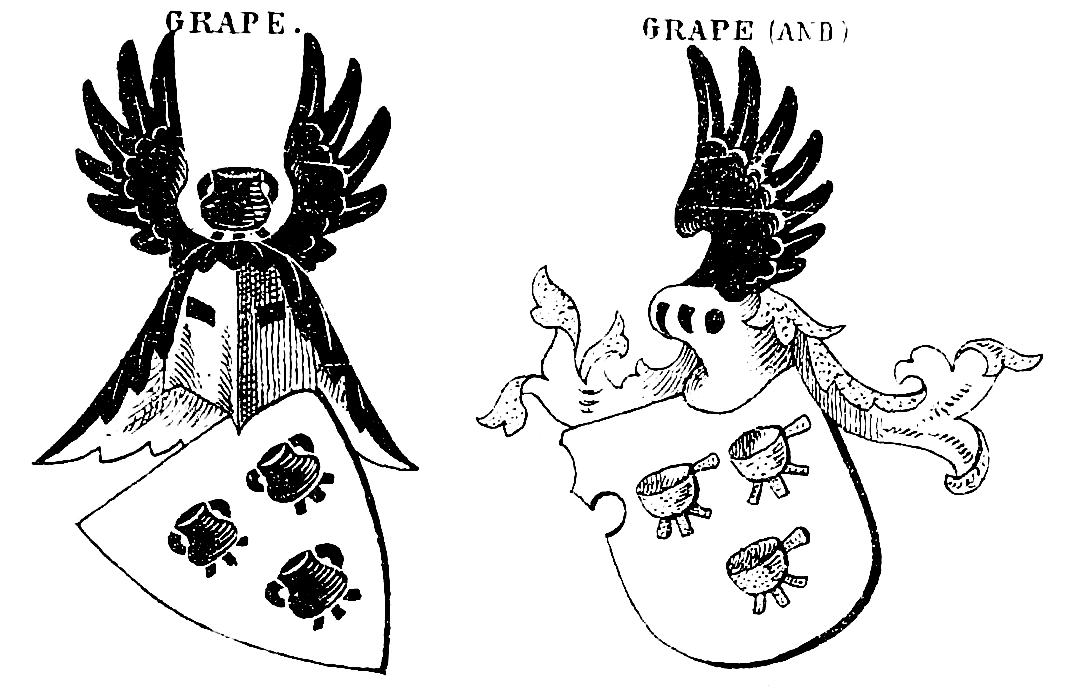
Zwei Variationen des Wappens in Siebmachers Wappenbuch von 1878

Das Stammwappen zeigt in Silber drei (2, 1) schwarze (auch goldene) Grapen mit Henkeln und je drei Füßen. Auf dem Helm mit schwarz–silbernen Decken den Grapen zwischen zwei schwarzen Adlerflügeln, wobei der schlawer Linie lediglich einen Adlerflügel als Kleinod zugeordnet wird.

## Bekannte Familienmitglieder
- Heinrich von Grape, Hofmarschall Bogislaws V.
- Johann Heinrich von Grape (* 1696; † nach 1758), 1746–1758 Chef des preußischen Garnisonregiments No. IV
- Adam von Grape (1734–1795),  Landrat des Kreises Greifenberg
- Jakob Ludwig von Grape (1735–1811), Landrat des Kreises Königsberg und Kammerpräsident in Posen
- Caroline von Grape (1795–1868), Schriftstellerin